# Niphona orientalis
Niphona orientalis là một loài bọ cánh cứng trong họ Cerambycidae.